# Tompkinsville

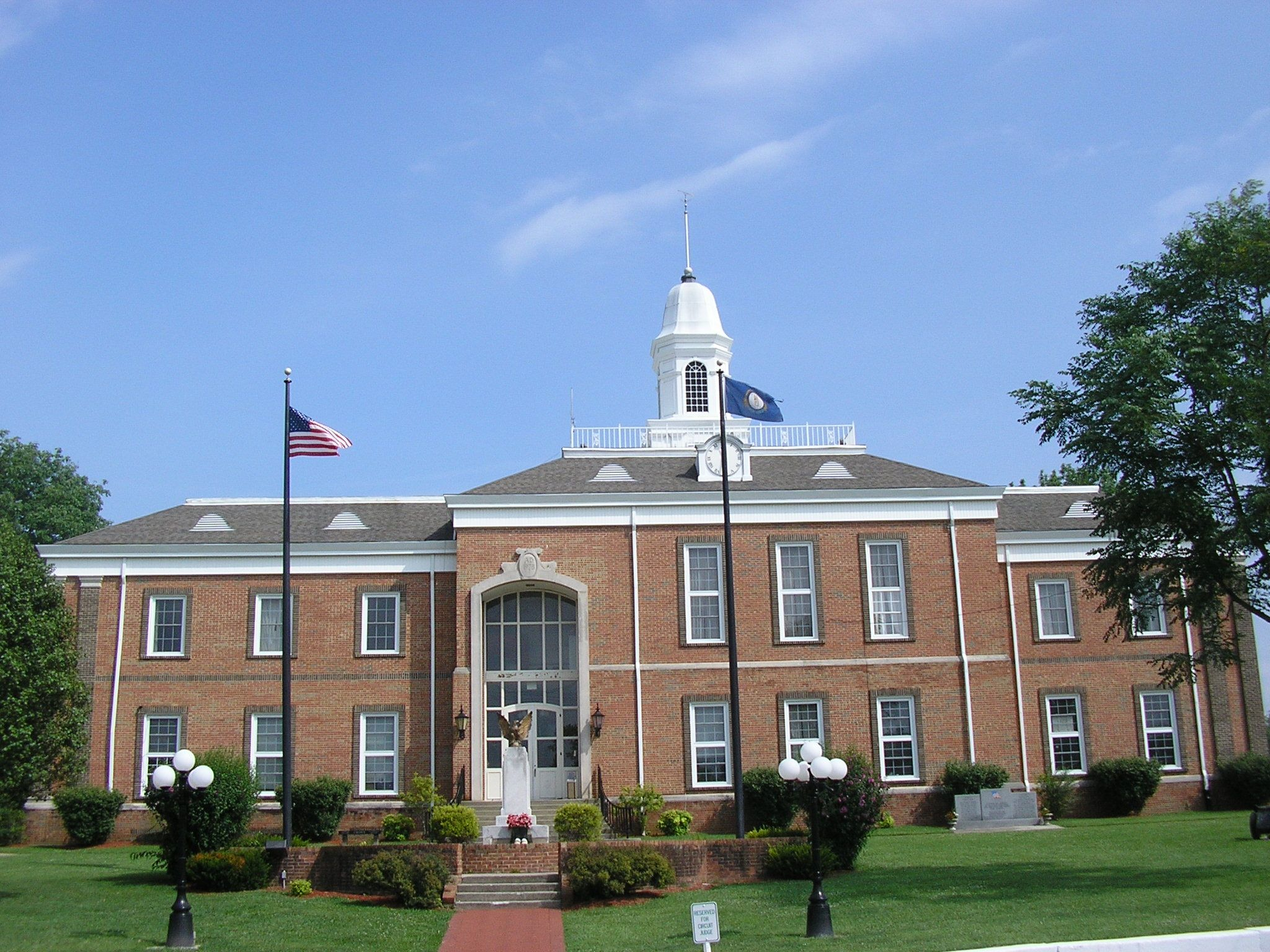
Gmach sądu w Tompkinsville

Tompkinsville – miasto w Stanach Zjednoczonych, w stanie Kentucky, siedziba administracyjna hrabstwa Monroe.